# CMJニュー・ミュージック・リポート
CMJニュー・ミュージック・リポート (CMJ New Music Report) は、アメリカ合衆国で発行されていた音楽雑誌。通称CMJ。1978年にカレッジ・メディア・ジャーナル (College Media Journal) として創刊。2010年に発行を終了した。

## 概要
1978年、ブランダイス大学のカレッジ・ラジオでDJをしていたロバート・ヘイバーによって創刊される。当初はカレッジ・メディア・ジャーナルと名乗っていたが、1982年によく知られるCMJニュー・ミュージック・リポートの名にリニューアルされた。1993年にはインタビュー記事や20曲ほどの試聴盤などを盛り込んだ月刊誌・CMJニュー・ミュージック・マンスリーが創刊。インターネット普及前の音楽業界で、インディー・ロック愛好者への影響力は絶大だった。
2010年にCMJニュー・ミュージック・リポートは発行を終了し、チャートはオンラインでのリリースへ移行した。その後のCMJ社は音楽イベントの興行へと軸足を移すが、2017年に全ての活動を停止した。

## カレッジ・チャート
CMJ最大の売りは、全米各地に散らばるカレッジ・ラジオのオンエア率を独自に集計したヒットチャート、いわゆるカレッジ・チャートにあった。
1980年代から90年代初頭にかけ、カレッジ・チャートで人気に火が付いたグループが続々とビルボードチャートにランクインしていき、CMJはアメリカの音楽業界で影響力を急速に増した。CMJが設立したカレッジ・ネットワークはアメリカ全土に約800の加盟局を持ち、カレッジ・チャートを賑わす音楽の総称として「カレッジ・ロック」なる言葉も生まれた。1980年代初頭に小さなインディレーベルからデビューしたR.E.M.は、カレッジ・チャートでの人気を足掛かりに全国的な人気を獲得した代表的なスターグループである。